# Паузок (судно)

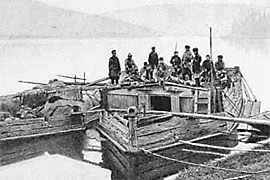
Паузок на реке Лена в 1881 году.

Па́узок, па́ужина, па́возок, разгру́зок — мелкое судно, для разгрузки судов на мелях, речное плоскодонное парусно-гребное судно, которое было распространено на северных реках России.
Судно имели одну мачту, длина корпуса до 24 метров и грузоподъёмность до 120 тонн. Обычно они сопровождали большие суда и использовались для снятия с них и перегрузки перевозимых товаров и груза на мелководье.
В эпоху речных пароходов паузки использовались для снабжения углём.